# Kościół św. Faustyny w Sokołowie Podlaskim
Kościół świętej Faustyny w Sokołowie Podlaskim – rzymskokatolicki kościół rektorski należący do dekanatu Sokołów podlaski diecezji drohiczyńskiej.
Kościół noszący dawniej wezwanie Świętego Rocha został wzniesiony w 1820 roku i ufundowany przez małżeństwo Karola, marszałka powiatowego łosickiego, i Franciszkę z Wojewódzkich Kobylińskich, ówczesnych dziedziców Sokołowa Podlaskiego. Na obecne miejsce został przeniesiony w 1980 roku i został silnie przebudowany. Poświęcony został w dniu 6 grudnia 1981 roku przez biskupa siedleckiego, Jana Mazura. W dniu 8 sierpnia 2005 roku świątynia została oddana w opiekę św. Siostrze Faustynie Kowalskiej przez biskupa drohiczyńskiego, Antoniego Dydycza. Jednocześnie kościół otrzymał rektora.
Obecnie świątynia posiada konstrukcję mieszaną, betonowo-drewnianą, posiada zewnętrzne szalunki i jest orientowana. Posiada jedną nawę. Korpus kościoła został wybudowany na planie prostokąta. Jego prezbiterium nie jest wyodrębnione zewnętrznie z nawy i jest zamknięte pięciobocznie, z boku są umieszczone dwie zakrystie, zamknięte. Dobudowana kruchta z przodu posiada kształt wydłużonego prostokąta. Korpus posiada jednokalenicowy blaszany dach dwuspadowy, przechodzący nad częścią prezbiterialną w pięciospadowy, zachodnia kruchta posiada dach dwuspadowy w części środkowej i dachy pulpitowe w częściach bocznych, nawy boczne posiadają daszki pulpitowe. Na kalenicy w przedniej części, jest umieszczona czworokątna blaszana wieżyczka na sygnaturkę nakryta daszkiem namiotowym zakończonym krzyżem. 
We wnętrzu znajduje się strop w formie zbliżonej do łuku koszowego. W miejscu połączenia nawy i prezbiterium jest podzielony pojedynczym gurtem. Z przodu mieści się chór muzyczny podparty dwoma słupami. Na ich osiach znajdują się analogiczne filary podpierające strop. Ściany nawy i prezbiterium są podzielone lizenami utworzonymi przez odeskowanie słupów konstrukcyjnych. Obecnie kościół posiada niezabytkowe wyposażenie.